# Sjökumla
Sjökumla i Västra Stenby socken söder om Motala tjänade under en del av 1300-talet och en del av 1600-talet som tingsställe för Aska härad. 

## Vägmöte vid Sjökumla
Sjökumla låg centralt i bygden genom att två viktiga forntida landsvägar där möttes. Den ena var vägen från Jönköping, Ödeshög, Aska och Hagebyhöga som efter att ha passerat Sten och Sjökumla gick vidare upp mot Motala och Bergslagen. I Sjökumla förenades den med den gamla vägen söderifrån från Skänninge till Motala.

## Nämns första gången 1349
Sjökumla omnämns första gången 1349 då Ingeborg Tordsdotter med sina bröder Rörik Bondes och Peter Bondes samtycke skänkte jord i Siokomblum (latin) till Sankt Andreas kapell i Linköpings domkyrka och andra gången 1361 då Petrus Ottarsson i Lönsås socken sålde en fjärdings attung i Siokumblum.

## Tingsplats för Aska härad
År 1370 var Sjökumla tingsplats för Aska härad. Wilhelm Tham anger i sin beskrivning av Östergötland att vid Sjökumla "fordom ha stått ett kapell, som sedermera varit begagnadt till tingsplats". Efter några år flyttades tinget till Motala. Det skedde sannolikt senast 1373 eftersom Motala redan 3 januari 1374 fungerar som tingsplats. Häradshövding var både 1370 och 1374 Elof Djäken i Grepstad.
Sedan den 1607-1611 uppförda kungsgården Motala hus i Motala, där häradstinget hållits sedan 1610, förfallit flyttades tinget 1644 till Sjökumla som fungerade som tingsplats innan häradsrätten 1673 flyttade tillbaka till de renoverade domstolslokalerna i Motala hus.

## Fordom en sjö vid Sjökumla
Vid Sjökumla fanns förr en sjö. Västra Östergötlands slättlandskap rymde tidigare flera nu försvunna sjöar. Västra Stenby socken hette före införlivandet av Stens socken 1813 Kälvestens socken inom vilken Sjökumla är belägen. 

## Namnet
Namnet betyder "gravkumlet vid sjön". Sjön som Sjökumla låg vid är sannolikt den nu försvunna sjön Kälven. Av denna återstår numera endast Tranberga mosse.